# Janet Mbabazi
Janet Mbabazi (sinh ngày 26 tháng 1 năm 1996) là một người chơi cricket người Uganda. Vào tháng 7 năm 2018, cô đã có tên trong đội hình của Uganda tham dự giải đấu Vòng loại thế giới Twenty20 ICC 2018. Cô ấy đã thực hiện chương trình Twenty20 International (WT20I) của mình cho đội tuyển Uganda trong trận đấu với Scotland ở Vòng loại thế giới Twenty20 vào ngày 7 tháng 7 năm 2018. Vào tháng 4 năm 2019, cô đã được bổ nhiệm làm đội phó của đội tuyển Uganda cho giải đấu ICC Women's Qualifier Châu Phi 2019 tại Zimbabwe.